# عبد الله المرابط الترغي
عبد الله المرابط الترغي (1944 - 1436 هـ / 2015)، علامة وباحث ومحقق مغربي يعتبر من كبار المحققين والباحثين ومؤرخي الأدب في المغرب.

## مسيرته
ولد الدكتور عبد الله المرابط الترغي عام 1944م بمدينة تطوان العريقة، نشأ في حضن أسرة اشتهرت بحب العلم والاهتمام بالتراث العربي الإسلامي. تلقى تعليمه الأولي بـ”المسيد” لحفظ القرآن الكريم قبل أن يتابع دراسته الابتدائية والثانوية بالمعهد الأصيل بتطوان. التحق بكلية الآداب بفاس، (لم تكن كلية آداب تطوان قد تأسست بعد). حيث حصل على الإجازة في شعبة اللغة العربية وآدابها سنة 1968. في سنة 1983 حصل على دبلوم الدراسات العليا بعد استكماله الدراسة بالسلك الثالث. التحق بعد ذلك بكلية الآداب والعلوم الإنسانية بتطوان وأصبح أستاذا مساعدا بشعبة اللغة العربية وآدابها. في سنة 1992، أنجز الباحث أطروحة لنيل دكتوراة الدولة في الآداب.

## مهامه
تحمل الدكتور عبد الله المرابط الترغي عدة مهام إدارية وعلمية وبيداغوجية، منها رئيس شعبة اللغة العربية بكلية الآداب بتطوان، وعضو اللجنة العلمية بنفس الكلية، ورئيس وحدتي البحث والتكوين في تحضير الدكتوراه ودبلوم الدراسات العليا المعمقة، وعضو في عدد من لجان الإصلاح الجامعي، ورئيس ملتقى الدراسات المغربية والأندلسية، وعضو اللجنة الوطنية لجائزة الحسن الثاني للمخطوطات والوثائق.

## مؤلفاته
خلف الدكتور عبد الله المرابط الترغي حصادا فكريا مهما وإنتاجا أدبيا غزيرا، يتجاوز الـمئة مؤلف. تعتبر مؤلفاته إرثا ثقافيا وإضافة جادة إلى التراث المغربي أغنت الخزانة الأدبية المغربية والعربية. من الكتب التي ألفها أو حققها العلامة الترغي:
- فهارس علماء المغرب منذ النشأة إلى نهاية القرن الثاني عشر للهجرة.
- الشروح الأدبية في المغرب على عهد الدولة العلوية، العصر الأول: دراسة في الأنماط والاتجاهات.[4]
- الحركة العلمية والأدبية بالمغرب على عهد السلطان المولى إسماعيل .
- أبو عبد الله محمد بن إبراهيم الحضرمي ومؤلفاته.
- أعلام مالقة.
- أعمال السوسيين في كتابة الفهرسة.
- ابن الخطيب في كتابة الترجمة.
- الرحلة الفهرسية نموذج للتواصل داخل العالم الإسلامي.
- من تراث المغرب والأندلس بين أبي الحجاج يوسف الثالث النصري وأبي زكرياء السراج النفزي.
- الشعر والشعراء في المغرب على عهد الدولة العلوية.[5]
- النور اللامع في بيان الأصل الجامع- دراسة وتحقيق (مشترك مع مصطفى الغاشي).[6]

## وفاته
توفي يوم السبت 19 شعبان 1436 هـ الموافق 6 يونيو 2015م.